# Edward Cowart
Edward Douglas Cowart, född 17 februari 1925 i Plant City, Florida, död 3 augusti 1987 i Miami, Florida, var en amerikansk jurist och domare. Han är känd som domare vid rättegången 1979 mot seriemördaren Ted Bundy, där han avkunnade en dödsdom. Cowarts dom innehöll dessa avslutande ord:
| ”                      | Det är vidare fastställt att du på denna dag blir avrättad av en ström av el, tillräcklig för att orsaka din omedelbara död och att denna el skall fortsätta strömma genom din kropp tills att du är död. Ta hand om dig, unge man. Jag säger detta till dig uppriktigt; var snäll och ta hand om dig själv. Det är en oerhörd tragedi att se ett sådant fullständigt förslösande av mänsklighet som jag har upplevt i denna rättssal. Du är en intelligent ung man. Du hade blivit en bra advokat, en som jag gärna hade sett arbeta framför mig, men du valde en annan väg. Ta hand om dig. Jag känner ingen fientlighet gentemot dig. Jag vill att du ska veta det. Som sagt, ta hand om dig själv. | „ |
| – domare Edward Cowart | |   |